# Fromanteel
De familie Fromanteel was een 17e-eeuwse Engels-Nederlandse familie, die zich bezighield met de vervaardiging van slingeruurwerken.

## Biografie
De eerste uurwerkmaker van de familie was Ahasuerus Fromanteel (1607-1693). In 1625 vestigde Ahasuerus zich in Londen. In 1631 trouwde Ahasuerus met Maria de Bruijne. Uit dit huwelijk komen drie zoons voort die allen in hun vaders voetsporen traden; Johannes (ca. 1638-1690), Ahasuerus II (ca. 1640-1703) en Abraham (ca. 1646-1731). In september 1657 kwam Johannes in de leer bij Salomon Coster om het geheim van het slingeruurwerk te ontrafelen. Ruim een jaar later introduceerde Johannes tezamen met zijn vader het nieuwe slingeruurwerk in Londen. In 1680 vestigden de gebroeders Fromanteel, Johannes (John), Ahasuerus II en Abraham zich op de Vijgendam (tegenwoordig de Dam) in Amsterdam. Johannes keerde na enige tijd weer terug naar Londen. Ahasuerus II bleef tot aan zijn dood in 1703 in Amsterdam wonen. Abraham vertrok naar Newcastle.
Met vestigingen in Londen, Amsterdam en Newcastle was de familie Fromanteel de eerste multinationale onderneming in klokken. In de loop van de jaren tachtig besloten de drie broers Fromanteel, Johannes, Ahasuerus II en Abraham om één gezamenlijke signatuur te gebruiken, namelijk Fromanteel zonder voorletters of plaats van vestiging. In 1694 trouwde Christopher Clarke (1668-ca. 1730) met de enige dochter van Ahasuerus II, Anna. Na 1696 associeerde Ahasuerus II zich met zijn schoonzoon Christopher Clarke onder de naam Fromanteel & Clarke. Na de dood van Ahasuerus II ging Clarke in 1703 een compagnonschap aan met de laatst overgebleven Fromanteel, Abraham. Zij gebruikten de signatuur Fromanteel en Clarke, zonder vestigingsplaats. Tot 1722 werden er uurwerken vervaardigd onder de naam Fromanteel.

## Overgebleven klokken
Hoeveel Fromanteel-uurwerken zijn vervaardigd is onbekend. Enkele Fromanteel-uurwerken zijn te vinden in Rijksmuseum Boerhaave en het British Museum.